# Synesius
Latinosan Synesius, görögösen Szünésziosz (ógörögül: Συνέσιος), (Küréné, 373 körül – Küréné, 414) késő ókori görög filozófus.

## Élete
Synesius valószínűleg már keresztény család gyermekeként született. Felnőve gazdag kürénéi földbirtokos lett, közben pedig az alexandriai újplatonista filozófusoknál – többek között Alexandriai Hüpátiánál – tanult. (Utóbbinak élete végéig odaadó tisztelője maradt.) Az anyagi gondoktól mentes jómódú műveltek kedvteléseinek élt, így a lovaglásnak, a vadászatnak, olvasásnak és írásnak. Társadalmi állásával járó kötelezettségeit is teljesítetteː eljárt a császári udvarban tartománya érdekében, és a barbár betörések idején megszervezte a terület védelmét.
408-ban keresztény hitre tért át, bár továbbra is jó kapcsolatot ápolt Hüpatiával. 410-től már Ptolemaisz püspökeként működött, de ebben a hivatalában sem teljesen követte az egyházi dogmákat. Megválasztását sem vallásos buzgalmának, hanem közéleti érdemeinek köszönhette (még meg sem volt keresztelkedve). Elsősorban a szerinte vulgáris elképzelésekkel nemigen tudta összeegyeztetni filozófiai világképét.

## Művei
Dión című párbeszéde a bölcs visszavonult szemlélődő életmódjának a magasztalása – szembeállítva a piacon sürgölődő szofisták hivalkodásával és a szerzetesek műveletlenségével. Himnuszai újplatonikus vonásokkal átszőtt vallásosságának emlékei, melyeknek nyelvét a görög kardalköltészet dór formáival színezte. Műveit először Petavius jelentette meg nyomtatásban a 17. században.

## Művei magyarul
- Himnusz Krisztus pokolraszállásáról és mennybemeneteléről INː (szerk.) Simon Róbert – Székely Magda – Dimitriosz Hadziszː A bizánci irodalom kistükre, Európa Könyvkiadó, Budapest, 1974, ISBN 963-07-0345-9, 322–323 p